# Melvin White
Melvin O'Key White (Freeport, 26 giugno 1990) è un giocatore di football americano statunitense che gioca nel ruolo di cornerback per i Los Angeles Rams della National Football League (NFL). Al college ha giocato a football all'Università della Louisiana-Lafayette.

## Carriera professionistica

### Carolina Panthers
Dopo non essere stato scelto nel Draft NFL 2013, White firmò con i Carolina Panthers. Nella settimana 3 mise a segno il primo intercetto in carriera contro i New York Giants, ritornandolo per una yard in touchdown. Il secondo intercetto lo fece registrare nell'ultima gara della stagione, vinta contro gli Atlanta Falcons. La sua annata da rookie si concluse con 47 tackle, 2 intercetti, 5 passaggi deviati e un fumble forzato in 15 presenze, 10 delle quali come titolare.

### St. Louis Rams
Il 15 settembre 2015, White firmò con la squadra di allenamenti dei St. Louis Rams.

## Statistiche
| Partite totali      | 15  |
| Partite da titolare | 10  |
| Tackle              | 47  |
| Sack                | 0,0 |
| Intercetti          | 2   |

Statistiche aggiornate alla stagione 2013